# Ceylonthelphusa rugosa
Ceylonthelphusa rugosa là một loài giáp xác trong họ Parathelphusidae.